# Chiesa di Santo Spirito (Agrigento)
La chiesa di Santo Spirito e il monastero dell'Ordine cistercense (Badia Grande, localmente nomata Bataranni), costituiscono un aggregato religioso ubicato nel centro storico di Agrigento.

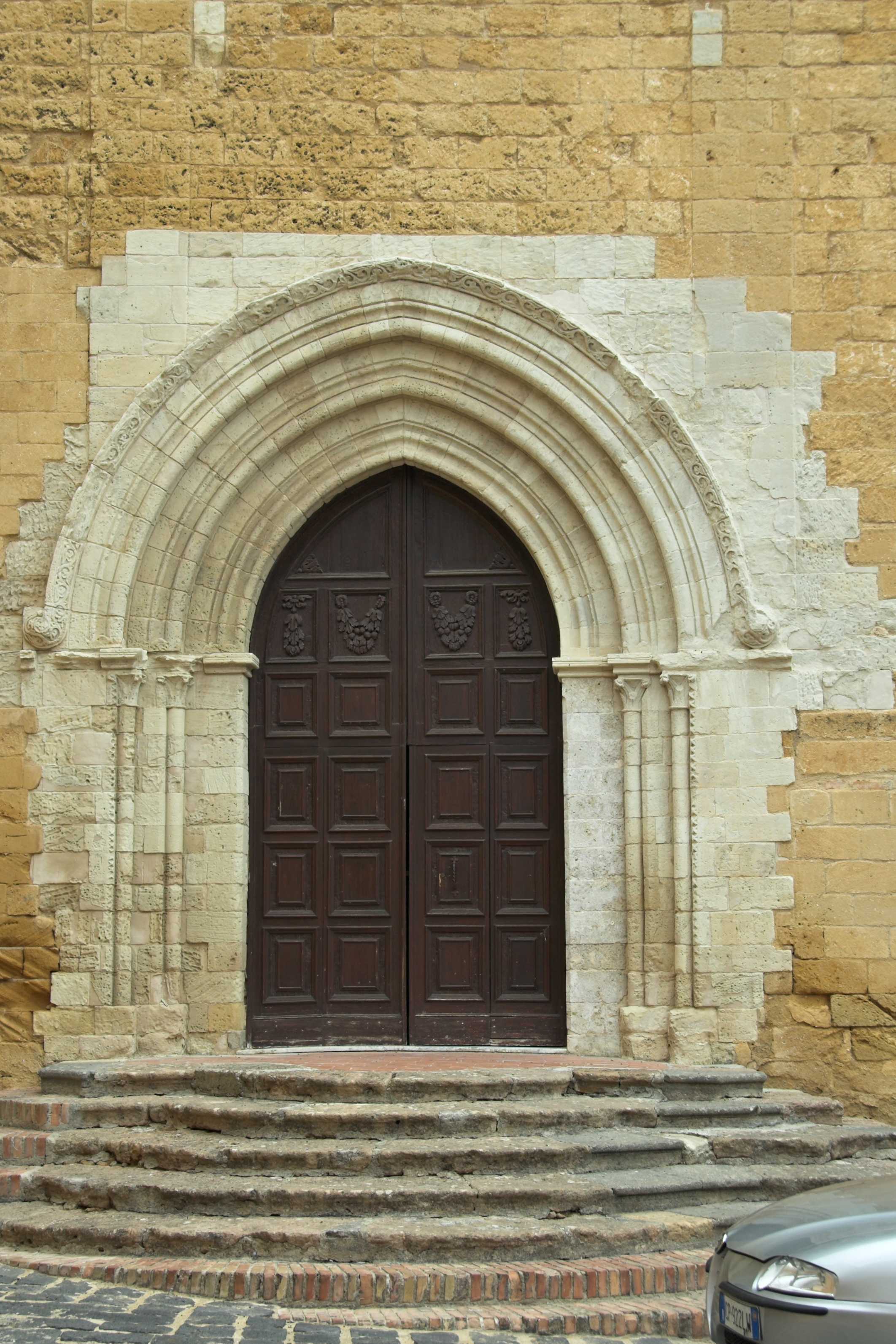
Portale gotico

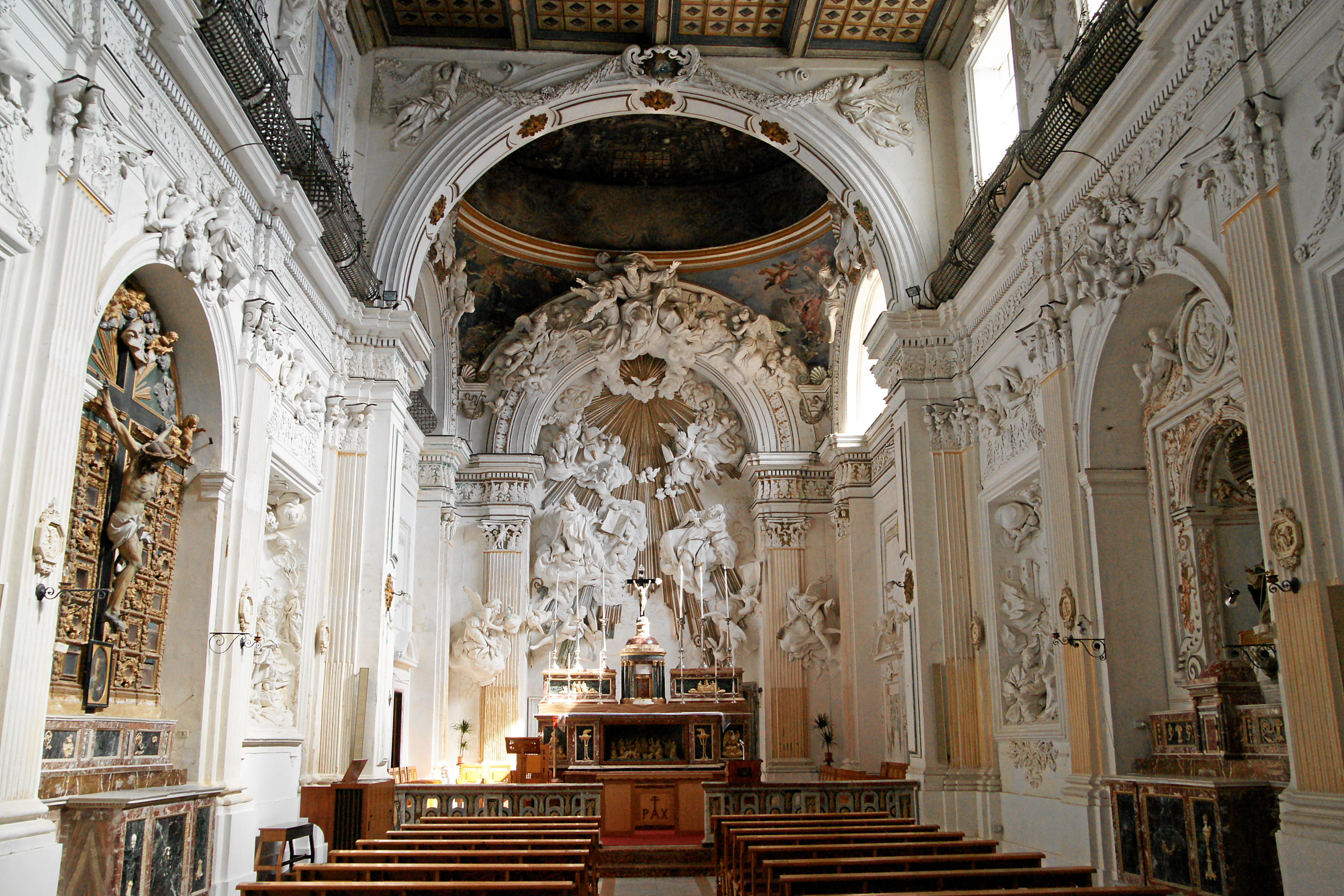
Navata e decorazioni di Giacomo Serpotta

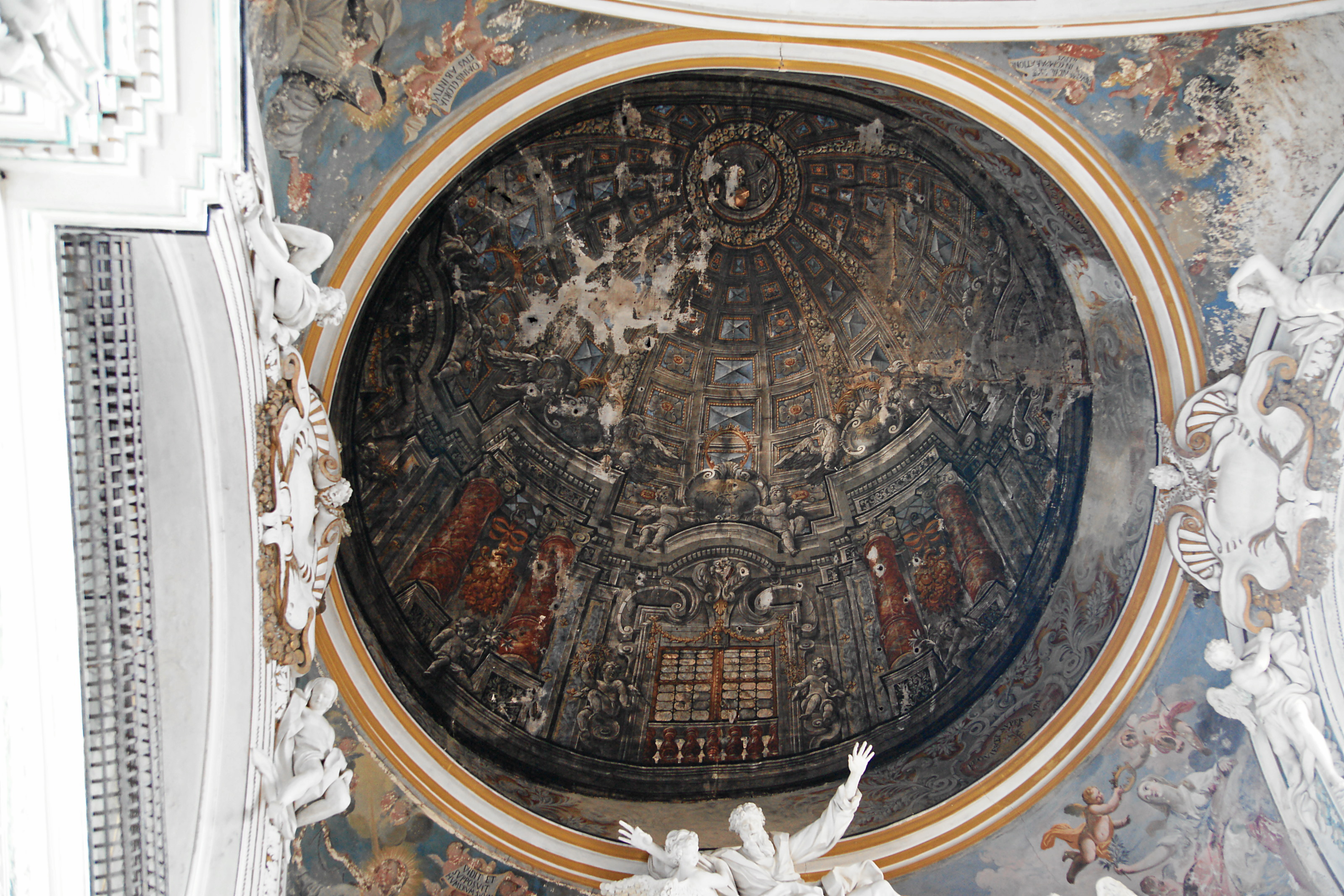
Cupola e pitture trompe-l'œil

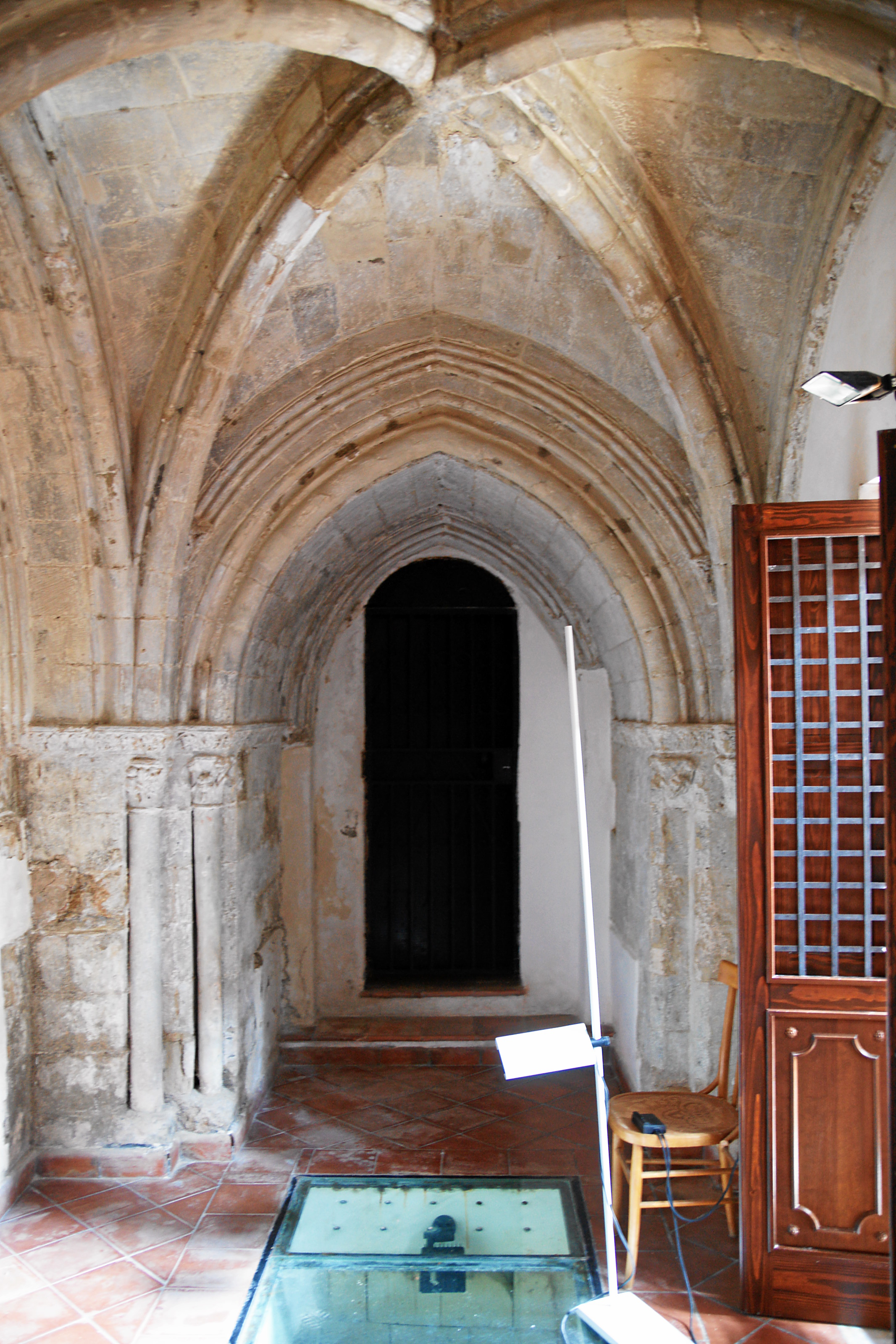
Volta a crociera e portalino gotico

## Storia

### Epoca aragonese
L'aggregato è legato al nome di Marchisia Prefoglio, consorte di Federico I Chiaramonte, con l'autorità del figlio Manfredi, conte di Modica, siniscalco del Regno e procuratore dell'ente religioso. La fondazione giuridica e la documentazione notarile dell'istituzione risale al 27 agosto 1299. Agostino Inveges, Tommaso Fazello, Francesco Maurolico e Rocco Pirri documentano le strutture anteriori all'erezione canonica, il palazzo, residenza nobiliare della famiglia Chiaramonte, ospitava già una comunità di religiosi alla morte del capostipite del potente casato.
Il primitivo Steri era tra i maggiori monumenti edificati dai Chiaramonte ad Agrigento assieme allo Steri grande, autorizzato dall'arcivescovo Bertoldo di Labro e costruito sul piano della cattedrale - oggi sull'area insiste il Seminario Vescovile - mentre lo studio recente di fonti documentali pone in luce l'interesse del casato sulle originarie fabbriche dei conventi di San Domenico e di San Francesco. Con la ramificazione del nucleo familiare e la maggiore influenza assunta nel campo politico e amministrativo nella gestione del Regno, gli stessi esponenti furono i promotori della costruzione a Palermo dell'Hosterium Magnum in piazza Marina, del chiostro di San Domenico, della chiesa di Sant'Agostino, della chiesa di San Francesco d'Assisi e di altri poli monumentali minori.

### Epoca borbonica
L'inizio del XVIII secolo segna la grande trasformazione degli interni secondo i canoni del barocco e lievi contaminazioni rococò per opera del palermitano Giacomo Serpotta (1656-1732). Il coro in origine compreso nel presbiterio è trasferito nella controfacciata con la realizzazione della cantoria. L'arco e la parete presbiterale di fondo sono animate da personaggi e schiere d'angeli che librano sospesi su raffigurazioni nuvoliformi. Le pareti sono scandite da lesene scanalate che ripartiscono il corpo dell'aula di predicazione in quattro partizioni ciascuna, alternando un altare ad un altorilievo in stucco raffigurante una scena dell'infanzia di Gesù, ciascun teatrino coronato da gruppi di paffuti putti nelle più bizzarre attitudini e mimica giocosa. 
Un elaborato cornicione con camminamento protetto da gelosie corre lungo tutto il perimetro, chiudono le superfici corrispondenti alle finestre - aree altrettanto decorate di stucchi - e un raffinato tetto ligneo a cassettoni. Tutte opere verosimilmente realizzate durante il soggiorno agrigentino dell'artista nel periodo compreso tra il 1693 e il 1708. In questo arco temporale, per opera dello stesso artista, è contestualmente realizzato l'apparato decorativo plastico presente nella chiesa del Purgatorio.
Immediatamente dopo l'Unità d'Italia l'intero stabile fu requisito dallo Stato con l'emanazione delle leggi eversive. In seguito l'intera ala volta sud è stata riconsegnata alle monache benedettine dell'ordine cistercense.

### Epoca contemporanea
L'aggregato frutto di riedificazioni, adeguamenti, adattamenti ed integrazioni, durante i bombardamenti della seconda guerra mondiale (8 - 16 luglio 1943) nel corso di un raid aereo del lunedì 12 fu danneggiato, in particolar modo il monastero. 
Negli ultimi anni intensi lavori di restauro hanno recuperato la chiesa e gran parte delle strutture del monastero che attualmente ospitano alcune sezioni del Museo Civico di Agrigento e sono destinate a diventare un importante centro polifunzionale e sede di altre sezioni del museo.

## Facciata
La facciata propria del tempio è una porzione di prospetto più esteso, che comprende sul lato destro dell'osservatore, anche la sezione appartenente al monastero. Il manufatto è costituito da un portale gotico a sesto acuto - caratterizzato da vari ordini di strombature - come unico varco d'accesso, sormontato da un oculo risalente al tempo della fondazione. Nell'ultimo ordine chiude la prospettiva il complesso delle torrette con tre campane arricchito da volute, vasi acroteriali e croce apicale.
Nella controfacciata, al di sopra dell'ingresso vi è la cantoria protetta da gelosie, sorretta da doppia coppia di colonne.
Sulla parete di sinistra, dentro una nicchia, subito dopo l'ingresso, è collocata la statua in marmo della Madonna del Fonte raffigurata col Bambino, opera di scuola gaginesca.

## Interno
Impianto a navata unica, sala di predicazione, senza abside, secondo il canone barocco. 

### Parete destra
- Prima campata: Altare dei Santi Martiri Innocenti. Nell'edicola il dipinto raffigurante la Strage degli Innocenti, copia del 1704 dell'originale di Pietro Paolo Rubens.
- Seconda campata: teatrino raffigurante la Natività.
- Terza campata: Altare della Madonna del Rosario. Nella nicchia la statua raffigurante Nostra Signora del Rosario ritratta con San Domenico di Guzmán.
- Quarta campata: teatrino raffigurante l'Adorazione dei Magi.

### Parete sinistra
- Prima campata: Altare di San Bernardo e San Benedetto. Pala d'altare raffigurante la Vergine col Bambino ritratta tra San Bernardo da Chiaravalle e San Benedetto da Norcia, opera di maestranze siciliane.
- Seconda campata: teatrino raffigurante la Presentazione di Gesù al tempio.
- Terza campata: Altare del Santissimo Crocifisso. Crocifisso collocato su artistico reliquiario.
- Quarta campata: teatrino raffigurante la Fuga in Egitto.

## Presbiterio
La navata è interrotta dall'arco che delimita il presbiterio, ambiente quest'ultimo rialzato e raccordato all'aula per mezzo di due gradini. Il soffitto è caratterizzato da una cupola interna rivestita da pannelli decorati con la tecnica del trompe-l'œil, pennacchi affrescati nella crociera. Nei cartigli i versi "VIDIT ET SUPPOSVIT HVMERVM SVVM" tratto dalla Genesi, "OMNIS GLORIA EIVS ABINTVS" attinente alla Presentazione della Beata Vergine al Tempio.
- Parete presbiterio destra: varchi.
- Parete presbiterio sinistra: varchi, gelosie nell'arco sommitale.

Nel cappellone sono rappresentate la Gloria della Santissima Trinità dominata dalla figura del Padre Eterno e lo Spirito Santo collocato su una grandiosa raggiera, ai lati più in basso, le statue raffiguranti San Bernardo di Chiaravalle e San Benedetto da Norcia tra schiere d'angeli, putti, cherubini.
Altare versus absidem in marmi policromi e inserti dorati come il grande altorilievo nel paliotto e scene bibliche nel dossale, prezioso tabernacolo colonnato con cupolino sormontato da artistico Crocifisso.
Completano gli ambienti la cappelletta con volta costolonata destinata a sepoltura, e il monumento funebre di Giovanni Chiaramonte, visibile dalla chiesa attraverso una grata.

## Monastero
Il monastero di Santo Spirito comprende al pianterreno la cappella, l'aula capitolare e il salone refettorio. Il primo piano è composto dal dormitorio e dagli ambienti destinati all'abadessa e alla priora.
Appartiene al novero dei rari monasteri attivi ove le religiose hanno mantenuto la tradizione secolare circa la produzione di specialità dolciarie tipiche.
Pur mantenendo il rispetto della regola dell'ordine molte monache erano dedite alla preparazione di specialità per affrancarsi e talora incrementare le esigue entrate o rendite degli istituti o semplicemente per compiacere i casati patrocinatori, via via gli estimatori sempre più numerosi.
Alla stessa stregua del monastero di Santa Maria dell'Ammiraglio detta «la Martorana», del monastero di Santa Caterina d'Alessandria e di innumerevoli altre istituzioni palermitane e siciliane, le monache preparano ancora cous cous al pistacchio, frutta candita, frutta martorana, buccellati e dolci vari. Nel complesso sono inoltre presenti strutture ricettive.